# Кубиста, Ян
Ян Кубиста (чеш. Jan Kubista; род. 23 сентября 1990, Прага, Чехословакия) — чешский легкоатлет, специализирующийся в беге на 800 метров. Бронзовый призёр чемпионата Европы в помещении 2017 года в эстафете 4×400 метров. Двукратный чемпион Чехии.

## Биография
Отец Яна, Ян Кубиста-старший, в 1983 году бежал в финале чемпионата мира на дистанции 1500 метров и долгие годы был рекордсменом Чехии в этой дисциплине (3.34,87). Его старший сын долгое время занимался баскетболом и футболом, однако по совету своего школьного тренера в 17 лет стал уделять внимание и бегу. Окончательный выбор в пользу лёгкой атлетики был сделан после победы на юниорском чемпионате страны 2009 года.
В 2012 году дошёл до полуфинала на чемпионате Европы в беге на 800 метров. В следующем сезоне установил высокий личный рекорд 1.46,16, который позволил ему поехать на мировое первенство в Москве (в российской столице Ян не прошёл дальше предварительных забегов).
В зимнем сезоне 2017 года показал несколько личных рекордов на дистанциях от 400 до 1500 метров и поехал на чемпионат Европы в помещении. В беге на 800 метров Кубиста вышел в полуфинал, где показал 10-е время, а в эстафете 4×400 метров вместе с партнёрами по сборной Чехии выиграл бронзовую медаль.
Младший брат Яна, Войтех Кубиста, выступает за футбольный клуб «Яблонец» на позиции опорного полузащитника.

## Основные результаты
| Год  | Турнир                          | Место проведения     | Дисциплина       | Место       | Результат |
| ---- | ------------------------------- | -------------------- | ---------------- | ----------- | --------- |
| 2011 | Чемпионат Европы среди молодёжи | Острава, Чехия       | 800 м            | — (заб.)    | DNF       |
| 2012 | Чемпионат Европы                | Хельсинки, Финляндия | 800 м            | 17-е (1/2)  | 1.48,94   |
| 2013 | Чемпионат Европы в помещении    | Гётеборг, Швеция     | 800 м            | 20-е (заб.) | 1.52,21   |
| 2013 | Чемпионат мира                  | Москва, Россия       | 800 м            | 25-е (заб.) | 1.47,66   |
| 2014 | Командный чемпионат Европы      | Брауншвейг, Германия | 800 м            | 7-е         | 1.48,01   |
| 2017 | Чемпионат Европы в помещении    | Белград, Сербия      | 800 м            | 10-е (1/2)  | 1.49,81   |
| 2017 | Чемпионат Европы в помещении    | Белград, Сербия      | эстафета 4×400 м | 3-е         | 3.08,60   |